# 蝎虎座BL
蝎虎座BL 或BL Lac是一個有著高度變化的活躍核心星系（AGN或活躍星系核）。它於1929年首度被庫諾·霍夫邁斯特發現時，被認為是在銀河系中的一顆不規則變星，因此被依照變星命名法命名。1968年，約翰·施密特在大衛·鄧普天文台確定這顆"恒星"也是明亮、會變化的無線電波源，還發現了一個可能是宿主的黯淡星系蹤跡。在1974年，奧克（Oak）和岡恩測量出蝎虎座BL的紅移Z=0.07。這對應於相對於銀河系有著每秒21,000公里的遠離速度，意味著它是距離地球9億光年的天體。
由於其早期的發現，蝎虎座BL成為活躍星系核和同類天體的代名詞，也就是這類天體都被稱為蝎虎座BL型天體或蝎虎座BL、蝎虎座BL天體。這類天體都有快速和高振幅的亮度變化以及可見光的光譜缺乏類星體的寬發射譜線特徵而著稱。這些特徵被解釋為來自相對論性束的天文物理噴流，是由超大質量黑洞附近噴出的電漿產生的。蝎虎座BL型天體被歸類為耀變體。
蝎虎座BL的視星等在相當短的時間就在14和17等之間產生明顯的變化。它在天球上的位置是赤經22h 02m 43.3s，赤緯 +42° 16′ 40″（曆元2000.0）。

## 外部連結
- . aavso.org. 13 April 2010  [2019-09-22]. （原始内容存档于2020-10-25）.
- . SIMBAD. 斯特拉斯堡天文資料中心.   [3 April 2018].